# Začir
Začir (en serbe cyrillique : Зачир) est un village du sud du Monténégro, dans la municipalité de Cetinje.

## Démographie

### Évolution historique de la population[1]
| 1948 | 1953 | 1961 | 1971 | 1981 | 1991 | 2003 |
| ---- | ---- | ---- | ---- | ---- | ---- | ---- |
| 120  | 103  | 102  | 99   | 39   | 28   | 14   |